# Мар'янівка (Вишгородський район)
Мар'я́нівка — село в Україні, у Поліській селищній територіальній громаді Вишгородського району Київської області. Населення становить 450 осіб. З лютого по квітень 2022 року село було окуповане російськими військами внаслідок вторгнення 2022 року.

## Історія
У давні часи на території Мар'янівки розташовувалось поселення, яке називалось Гайдамаки. Якщо виходити з назви, а слово "гайдамаки" вперше з'являється у 1717 р., то можна припустити, що таке поселення існувало десь у XVIII ст. й було розгромлене польською шляхтою. Про це свідчать знайдені на території села різні черепки гончарного виробництва, люльки, ручки і частини шабель.
За переказами, у районі нинішнього села протікала невелика річка Мар'яна — за ім'ям місцевої панночки Мар'яни. Проте деякі стверджують, що річка з давніх часів називалась Мар'яною, ще до появи доньки у власників села.
Село і навколишні землі з середини XIX ст. належали панам Олександру і Станіславу Горватам, які купили їх у 1850 р. у княгині Радзивілл за 300 тис. крб. сріблом. Мешканці Мар'янівки відробляли панщину, ходили у домотканному одязі, постолах, сплетених з кори в'яза.
Після реформи 1861 р. землі навколо села були поділені на 39 частин-наділів, у кожному — по 24 десятини. Селянин, який одержував такий наділ, вважався земельним. Тим же селянам, які до реформи 1861 р. не мали своєї землі і працювали у ремісників, на пана чи ще десь, давали за їх бажанням землю в кількості до двох десятин — лише для городу. Таких називали огородниками.
Пан Горват віддав селянам під викуп третину земель, і то гірші з них. Селяни були незадоволені такою «реформою» і постійно бунтували.
Після жовтневого перевороту маєток Горватівської економії було закономірно розгромлено, землю за допомогою комнезаму поділено між селянами Мар'янівки. У першу чергу наділи землі одержали безземельні селяни, а потім — малоземельні.
Отримавши свої наділи, багато хто почав будуватися. Так, до 1927 р. утворився біля Мар'янівки хутір Михалин (який пізніше перейменовано в хутір Чичерин).
З колишніх панських земель 100 десятин відійшло в державний резерв. На цій площі в 1925 році заснували ТСОЗ під назвою «Червоний пахар». Його головою обрано Гордія Харитоновича Тесленка.
У 1930 р. на базі ТСОЗ у Мар'янівці створено колгосп «Незаможник». Організаторами колгоспу вважалися Андрій Захарович Заболотний, Іван Степанович Білько, Петро Іванович Буряк, Сава Васильович Дурицький, Павло Антонович Недогибченко, Василь Миколайович Германчук. Першим головою колгоспу став А. З. Заболотний.
Через рік у селі організовано ще одну сільськогосподарську артіль — «Ударник». До неї увійшли ті, хто раніше не хотів усуспільнювати свій реманент і тягло або просто працювати в гурті. Ініціаторами створення другого колгоспу були Григорій Іванович Семененко, Микита Омелькович Науменко, Михайло Тарасович Приймаченко, Марко Нечипорович Конюшок. Г. І. Семененка обрано головою «Ударника».
Певну допомогу колгоспникам надавала споживча кооперація, магазин якої з'явився у Мар'янівці в 1925 р. Активістами тут виступали Микита Омелькович Науменко, Федот Миколайович Дмитренко, Микола Данилович Купрієнко. Через систему кооперації колгоспи забезпечувались інвентарем, населення — продуктами і промтоварами.
У 1932 р. мешканців хутора Михалик розселили по сусідніх селах — у Ферму і Мар'янівку. Більшість хуторян повернулись у Мар'янівку, для них було організовано колгосп «Орджонікідзе».
Від Голодомору в Мар'янівці померло 15 осіб.
Головою сільської ради в ті роки працював Борис Брагинський із с. Шкнева.
З початком німецько-радянської війни із села на фронт пішло 132 чоловіки. З них повернулося додому лише 42, решта загинула.
Станом на 2011 рік на території Мар'янівської сільської ради проживало 19 умовних учасників Німецько-радянської війни, одна солдатська вдова, один учасник бойових дій.
У 1950 р. мар'янівські колгоспи було об'єднані в один, який назвали «Побєда». Головою правління був обраний Микола Іванович Дурицький.
У 1957 р. в один колгосп «Україна» було об'єднано сільгоспартілі сіл Мар'янівка, Зелена Поляна і Млачівка. Головою господарства обрано Бориса Григоровича Кондратюка. Це було велике багатогалузеве господарство, якому належало 4549 га землі. Поруч із зерновими культурами тут вирощували й технічні — льон, хміль. Розвивалося тваринництво.
У 1950-х роках в Мар'янівці споруджено новий Будинок культури на 250 місць та сільмаг. У 1970 р. — нову будівлю школи, яка в 1972 р. стала середньою.
У 1995 р. на сільському кладовищі встановлено пам'ятник жертвам Голодомору.
19 липня 2020 року, в результаті адміністративно-територіальної реформи та ліквідації Поліського району, село увійшло до складу новоутвореного Вишгородського району. 

## Населення

### Мова
Розподіл населення за рідною мовою за даними перепису 2001 року:
| Мова       | Кількість | Відсоток |
| ---------- | --------- | -------- |
| українська | 444       | 98.67%   |
| російська  | 3         | 0.67%    |
| румунська  | 2         | 0.44%    |
| білоруська | 1         | 0.22%    |
| Усього     | 450       | 100%     |

## Видатні люди села
- Микола Івнович Науменко — генерал-майор Збройних сил України, доктор технічних наук;
- Віктор Олександрович Томаляк — полковник Збройних сил України;
- Микола Іванович Приймаченко — начальник відділу кадрів і оргмасової роботи Київської регіонспоживспілки, депутат Поліської районної ради.

## Інфраструктура
Нині в селі діють: Мар'янівське НВО «ЗОШ I—III ступенів — ДНЗ», де навчається 184 учні з навколишніх сіл, дошкільний заклад відвідують 30 дітей; Будинок культури, бібліотека, фельдшерсько-акушерський пункт, поштове відділення, АТС. Землі обробляє СТОВ «Україна».
У Мар'янівці зареєстровано три приватних підприємці, які займаються продажем продовольчої групи товарів, господарських товарів і товарів повсякденного побуту.
Село Мар'янівка газифіковане, електрифіковане, радіофіковане, телефонізоване та забезпечене центральним водопостачанням.
Виконком сільської ради на чолі із сільським головою Тетяною Дмитрівною Недогибченко дбає про благоустрій села та його жителів, вирішують ряд інших життєво важливих питань, які стоять перед односельцями.